# Adobe Creative Suite
 (транскр.  Адоби кријејтив суит) збирка је рачунарских програма за графички дизајн, видео монтажу, као и развој  апликација коју је направила компанија Adobe Systems. Збирка се састоји од Adobe апликација (на пример, Photoshop, Acrobat, InDesign), које су засноване на различитим технологијама (нпр., PostScript, PDF, Flash). Најновија верзија, Adobe Creative Suite 5 (CS5), објављен је 30. априла 2010.

## Издања
продаје Creative Suite апликације у пет различитих комбинација под називом "Издања", а оне обухватају:
Adobe Creative Suite 5 Design Premium и Design Standard су два издања пакета  породице производа намењених за професионалну штампу, Web, интерактивне и мобилне дизајнере. Кључна разлика између Design Premium и Design Standard је додатак Adobe Photoshop CS5 Extended, Adobe Flash Catalyst CS5, Adobe Flash Professional CS5, Adobe Dreamweaver CS5, и Adobe Fireworks CS5 у Premium верзији.
 је издање пакета  породице производа намењених за професионалне Web дизајнере и програмере.
 је издање пакета  породице производа намењених стручњацима за постпродукцију видеа који праве пројекте за филм, видео емитовање, интернет, DVD, Блу-реј диск (енгл. Blu-ray Disc), и мобилне уређаје.
Adobe Creative Suite 5 Master Collection садржи апликације из свих горе набедених издања.